# Jarosław Śmigielski
Jarosław Śmigielski (Poznań, 30 maggio 1914 – Poznań, 25 aprile 2002) è stato un cestista polacco.

## Carriera
Ha disputato tre edizioni dei Campionati europei (1937, 1939, 1946) con la Polonia, vincendo la medaglia di bronzo nel 1939.

## Palmarès
- Campionato polacco: 2

Lech Poznań: 1948-49, 1950-51